# Ten (material)

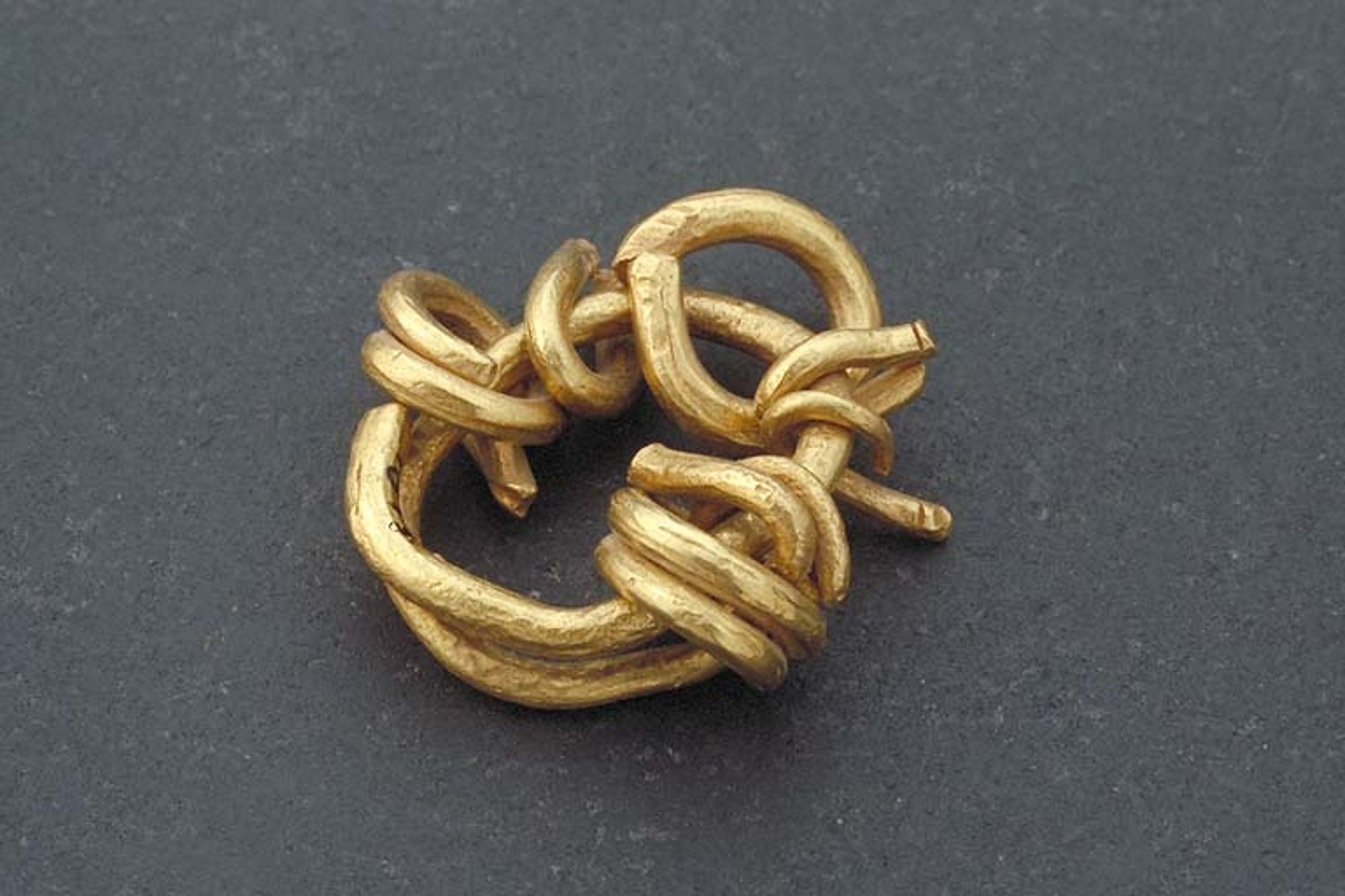
Ten av guld

Ten avser en pinne eller kvist av trä eller en rundstång av metall för t.ex. mynttillverkning eller smide. Men även benämning på grillspett och slända för att spinna garn. Tengöt, tenhammare, teningöt, tensilver, tensnåll, teneguld, tenetal och tensbot.